# Município 1 Carthage
O município 1 Carthage (em inglês: Township 1, Carthage) é um localização localizado no  condado de Moore no estado estadounidense da Carolina do Norte. No ano de 2010 tinha uma população de 6.820 habitantes.

## Geografia
O município 1 Carthage encontra-se localizado nas coordenadas 35° 21′ 03,83″ N, 79° 26′ 24,9″ O.